# Amomum petaloideum
Amomum petaloideum är en enhjärtbladig växtart som först beskrevs av Shao Quan Tong, och fick sitt nu gällande namn av Te Lin g Wu. Amomum petaloideum ingår i släktet Amomum och familjen Zingiberaceae. IUCN kategoriserar arten globalt som sårbar. Inga underarter finns listade i Catalogue of Life.